# Antemurale Christianitatis
Antemurale Christianitatis (Beskytter af kristendommen) var en betegnelse Pave Leo X anerkendende gav kroaterne i år 1519, fordi de ydede modstand imod det Osmanniske Riges udbredelse i Europa.